# Només elles... els nois a un costat
Només elles... els nois a un costat (títol original: Boys on the Side) és una pel·lícula estatunidenca dirigida per Herbert Ross, estrenada l'any 1995 i nominada a la millor pel·lícula en el Festival de Cinema de Moscou. Ha estat doblada al català.

## Argument
Jane DeLuca (Goldberg), cantant negra excèntrica d'un club nocturn en perpetus anys de vaques primes i Robin (Parker), agent immobiliari sofisticada i malaltissa, s'han trobat per un petit anunci a Nova York per fer el camí juntes fins a San Diego i compartir els costos. De pas per Pittsburgh, presencien una violenta escena entre Holly (Barrymore), una amiga de Jane, i Nick, el seu brutal company. Holly s'escapoleix amb les dues dones a la sortida de la disputa, ignorant que Nick sucumbirà a les seves ferides, després d'una mala caiguda. Les tres dones esdevenen llavors còmplices, tot i que les seves personalitats semblaven més aviat incompatibles.

## Repartiment
- Whoopi Goldberg: Jane Deluca
- Mary-Louise Parker: Robin
- Drew Barrymore: Holly Pulchik-Lincoln
- Matthew McConaughey: Abe Lincoln, policia de Tucson
- James Remar: Alex
- Billy Wirth: Nick
- Anita Gillette: Elaine, la mare de Robin
- Dennis Boutsikaris: Massarelli, fiscal
- Estelle Parsons: Louise
- Amy Aquino: Anna
- Stan Egi: Henry
- Stephen Gevedon: Johnny Figgis
- Amy Ray: Indigo Girls
- Emily Saliers: Indigo Girls
- Jude Ciccolella: Jerry
- Gedde Watanabe: Steve
- Jon Seda: Pete

## Banda sonora original
La banda sonora original del film és totalment composta de peces interpretats per dones. Sobretot Melissa Etheridge, icona lesbiana (I Take You With Me) o Indigo Girls (Power of Two). Es troben també els títols d'Annie Lennox (Why), The Cranberries (Dreams) i inèdites de Sheryl Crow, Sarah McLachlan, Stevie Nicks i The Pretenders… La cançó del single és You Got It, una recuperació rock de Roy Orbison per Bonnie Raitt.

## Critica
- Només elles... els nois a un costat és la història d'una bonica trobada. D'amistats fortes; entre Jane, cantant has been, negra, i lesbiana, Holly, lolita lleugera i embarassada, i Robin, afectada de Sida i turmentada pels seus records. Un viatge a través dels Estats Units, faran d'aquesta aventura improvisada, un moment fort de vida. Perpètuament en vil durant 1h40, amb una excel·lent banda original (Cranberries, Carpenters, Raitt...), Només elles... els nois a un costat, fa pensar en Thelma i Louise. És un film lluminós i fort.[3]
- A perfect entertainment. Fresh, lively and funny. (Una diversió perfecta. Fresca, viva i graciosa).[4]
- "Simpàtica, entretinguda, entranyable, molt bé elaborada"[5]
- "Sense semblar-ho, deixant-se portar pel pes de tres interpretacions plenes d'encant, una cinta tan agradable com lleugerament tramposa"[6]